# Гвозно језеро
Гвозно језеро или Драгово језеро је вјештачко језеро у општини Калиновик, Република Српска, БиХ. Ово језеро се налази на планини Трескавици изнад Гвозна Поља. Језеро је окружено планинским врховима Малим Трескацом (1969 м), Малим вратлом (1950 м) и Вратлом (1780 м). Само језеро је подијељено у велико и мало језерце. У окружењу језера се налази букова шума.

## Историја
Гвозно језеро је име добило по Гвозну Пољу које се налази ниже језера. Ово вјештачко језеро је надимак Драгово језеро добило по свом творцу Драгу Пухалу који га је 1996. године са групом ентузијаста и створио.

## Екосистем
Гвозно језеро је богато воденим биљкама представља сезонско станиште дивље патке.